# Marc Valbel
Marc Valbel, né le 30 juillet 1907 dans le 14e arrondissement de Paris et mort le 30 novembre 1960 dans le 16e arrondissement, est un acteur français.

## Biographie
Petit-fils du chansonnier-journaliste Horace Valbel et fils de l'acteur Henry Valbel (1885-1956), Marc Valbel commence sa carrière dans les années 1920, créant notamment Jazz de Marcel Pagnol. À partir de la fin des années 1930, il devient une figure importante du doublage, prêtant notamment sa voix à Gary Cooper (Madame et son cowboy, Les Aventures de Marco Polo), Cary Grant (Seuls les anges ont des ailes), John Wayne (La Chevauchée fantastique) ou encore Laurence Olivier (Les Hauts de Hurlevent, Rebecca). 
Engagé dans la Résistance durant la Seconde Guerre mondiale, il met sa carrière entre parenthèses avant de reprendre principalement une activité de doublage à la Libération, devenant la voix régulière de Gregory Peck.
Mort d'un cancer à l'âge de 53 ans, Marc Valbel était marié depuis 1953 à l'actrice Claire Guibert (1924-2018) elle-même grande figure du doublage.

## Théâtre
- 1926 : Jazz de Marcel Pagnol, théâtre des Arts
- 1936 : Christian d'Yvan Noé, théâtre des Variétés
- 1954 : Les Sorcières de Salem d'Arthur Miller, mise en scène Raymond Rouleau, théâtre Sarah-Bernhardt ; repris en 1956 au théâtre des Célestins
- 1960 : Le Zéro et l'Infini d'Arthur Koestler, adaptation de Sidney Kingsley, mise en scène André Villiers, théâtre Antoine

## Filmographie
- 1932 : Les Croix de bois de Raymond Bernard : Maroux
- 1932 : L'Affaire de la rue Mouffetard de Pierre Weill
- 1933 : L'Agonie des aigles de Roger Richebé : le lieutenant Triaire
- 1934 : La Chanson de l'adieu de Géza von Bolváry et Albert Valentin
- 1934 : L'Or de Karl Hartl et Serge de Poligny : Harris
- 1936 : La Tendre Ennemie de Max Ophüls : l'amant d'Annette
- 1938 : Le Tombeau hindou de Richard Eichberg
- 1938 : Le Tigre du Bengale de Richard Eichberg
- 1947 : Inspecteur Sergil de Jacques Daroy : Stan
- 1948 : Une belle garce de Jacques Daroy : René
- 1948 : D'homme à hommes de Christian-Jaque : un officier français
- 1949 : Le Grand Rendez-vous de Jean Dréville
- 1949 : Le Droit de l'enfant de Jacques Daroy
- 1949 : Barry de Richard Pottier : Jean-Marie Sondaz
- 1951 : Take Me to Paris de Jack Raymond
- 1951 : Rue des Saussaies de Ralph Habib : Brasier
- 1954 : Sidi-bel-Abbès de Jean Alden-Delos : Alain
- 1956 : En votre âme et conscience, épisode : Le Serrurier de Sannois de Claude Barma
- 1957 : Une manche et la belle d'Henri Verneuil : monsieur Edmond
- 1957 : En votre âme et conscience, épisode : L'affaire Gouffé de Claude Barma
- 1959 : Ça n'arrive qu'aux vivants de Tony Saytor : Charles Laurent

## Doublage
- Gregory Peck dans :
  - Les Clés du royaume (1944) : Francis Chisholm
  - La Maison du docteur Edwardes (1945) : John Ballantine /Dr Anthony Edwardes / John Brown
  - Duel au soleil (1946) : Lewton « Lewt » Mc Canless
  - Le Procès Paradine (1947) : Anthony Keane
  - Le Mur invisible (1947) : Philip Schuyler Green
  - La Ville abandonnée (1948) : James Stretch
  - Un homme de fer (1949) : Brig. Gen. Frank Savage
  - La Cible humaine (1950) : Jimmy Ringo
  - Fort Invincible (1950) : Capitaine Richard Lance
  - Capitaine sans peur (1951) : Capitaine Horatio Hornblower
  - Le monde lui appartient (1952) : Capitaine Jonathan Clark
  - Les Neiges du Kilimandjaro (1952) : Harry Street
  - Vacances romaines (1953) : Joe Bradley
  - La Flamme pourpre (1954) : Bill Forrester
  - L'Homme au million (1954) : Henry Adams
  - L'Homme au complet gris (1956) : Tom Rath
  - Bravados (1958) : Jim Douglass
  - La Gloire et la Peur (1959) : Lt. Joe Clemons
  - Un matin comme les autres (1959) : Francis Scott Fitzgerald
  - Le Dernier Rivage (1959) : Dwight Towers
- Michael Rennie dans :
  - Le Jour où la Terre s'arrêta (1951) : Klaatu / Carpenter
  - L'Affaire Cicéron (1953) : Colin Travers
  - Capitaine King (1953) : le brigadier général J. R. Maitland
  - La Tunique (1953) : Pierre
  - Désirée (1954) : Jean-Baptiste Bernadotte
  - Les Gladiateurs (1954) : Pierre
  - Le Rendez-vous de Hong Kong (1955) : l'inspecteur Merryweather
  - Les Amours d'Omar Khayyam (1957) : Hasani Sabah
  - Le Monde perdu (1960) : Lord John Roxon
- Randolph Scott dans :
  - Les Aventuriers du désert (1949) : Jim Carey
  - Le Cavalier de la mort (1951) : Owen Merritt
  - Le Relais de l'or maudit (1952) : Major Matt Stewart
  - Les Massacreurs du Kansas (1953) : Jeff Travis
  - La Furieuse Chevauchée (1955) : Larry Madden
  - Ville sans loi (1955) : Marshall Calem Ware
  - La Chevauchée de la vengeance (1959) : Ben Brigade (1er doublage)
- Gary Cooper dans :
  - Madame et son cowboy (1938) : Stretch Willoughby
  - Les Aventures de Marco Polo (1938) : Marco Polo
  - Vainqueur du destin (1942) : Lou Gehrig
  - Casanova le petit (1944) : Cass Brown
  - Les Aventures du capitaine Wyatt (1951) : le capitaine Quincy Wyatt
  - Ceux de Cordura (1959) : major Thomas Thorn
- Basil Rathbone dans :
  - Les Aventures de Robin des Bois (1938) : Sir Guy de Gisbourne
  - La Cuisine des anges (1955) : Andre Trochard
  - Le Bouffon du roi (1955) : Sir Ravenhurst
  - La Dernière Fanfare (1958) : Norman Cass Sr.
- Fredric March dans :
  - Docteur Jekyll et M. Hyde (1931) :  docteur Jekyll
  - Ma femme est une sorcière (1942) : Wallace Wooley
  - Christophe Colomb (1949) : Christophe Colomb
- Douglas Fairbanks Jr. dans :
  - Le Prisonnier de Zenda (1937) : Rupert von Hentzau
  - Gunga Din (1939) : le sergent Thomas « Tommy » Ballantine
  - Sinbad le marin (1947) : Sinbad le marin
- Cary Grant dans :
  - Seuls les anges ont des ailes (1939) : Geoffrey Carter
  - La Justice des hommes (1942) : Leopold Dilg - Joseph
  - Les Enchaînés (1946) : T.R. Devlin
- John Wayne dans :
  - La Chevauchée fantastique (1939) : Ringo Kid
  - La Belle de San Francisco  (1944) : Duke Fergus
  - La Rivière rouge (1948) : Tom Dunson
- Robert Taylor dans :
  - Johnny, roi des gangsters (1942) : Johnny Eager
  - Lame de fond (1946) : Alan Garroway
  - Les Aventuriers du Kilimandjaro (1959) : Robert Adamson
- George Sanders dans :
  - Vivre libre (1943) : Georges Lambert
  - Richard Cœur de Lion (1954) : Richard Ier d'Angleterre
  - Salomon et la Reine de Saba (1959) : Adonias
- Brian Aherne dans :
  - L'Ennemie bien-aimée (1935) : Dennis Riordan / Thomas O'Hare Flannigan
  - La Loi du silence (1982) : Willy Robertson
- Laurence Olivier dans :
  - Les Hauts de Hurlevent (1939) : Heathcliff
  - Rebecca (1940) : Maxim de Winter
- Orson Welles dans :
  - Jane Eyre (1943) : Edward Rochester
  - Échec à Borgia (1949) : Cesar Borgia

- 1938 : Alerte aux Indes : le prince Ghul (Raymond Massey)
- 1942 : Jeux dangereux (To be or not to be) : le professeur Alexander Siletsky (Stanley Ridges)
- 1944 : Trente Secondes sur Tokyo (Thirty Seconds Over Tokyo), de Mervyn LeRoy: le lieutenant Miller (Louis Jean Heydt)
- 1947 : Le Narcisse noir : Mr. Dean (David Farrar)
- 1947 : Chasse tragique : Michele (Massimo Girotti)
- 1948 : Jeanne d'Arc : le duc d'Alençon (John Emery)
- 1948 : Le Chevalier mystérieux : Giacomo Casanova (Vittorio Gassman)
- 1948 : Le Troisième Homme : un policier militaire (Robert Brown)
- 1949 : Pris au piège : Smith Ohlrig (Robert Ryan)
- 1951 : Plus fort que la loi : Cole Younger (Bruce Cabot)
- 1951 : La Hache de la vengeance (When the Redskins Rode) de Lew Landers : le prince Hannoc (Jon Hall)
- 1952 : Les Derniers Jours de la nation apache : le capitaine McCloud (George Montgomery)
- 1953 : À l'assaut du Fort Clark : Chef Maygro (Henry Brandon)
- 1953 : Les Rats du désert : narration
- 1954 : La Reine Margot : narration
- 1954 : Les Ponts de Toko-Ri : Flight Surgeon (Robert A. Sherry)
- 1954 : Ulysse : notable d'Ithaque
- 1956 : Alexandre le Grand : le cousin de Darius
- 1956 : Derrière le miroir :  Dr Norton (Robert F. Simon)
- 1956 : Les Dix Commandements : Baka (Vincent Price)
- 1956 : Le Faux Coupable : Dr Bannay (Werner Klemperer)
- 1957 : 3 h 10 pour Yuma : le marshal de Bisbee (Ford Rainey)
- 1957 : Témoin à charge : Barrister (Franklyn Farnum)
- 1957 : Un roi à New York : le Premier ministre (Jerry Desmonde)
- 1957 : La Femme et le Rôdeur : Gino Verdugo (Joe De Santis)
- 1957 : Police internationale : Charles Sturgis (Victor Mature)
- 1957 : La Belle et le Corsaire : Charles Quint (Paul Muller)
- 1957 : Le Pont de la rivière Kwaï : le capitaine Reeves (Peter Williams)
- 1957 : L'Odyssée de Charles Lindbergh : Charles Levine (Richard Deacon)
- 1958 : Le Chouchou du professeur : Roy (Charles Lane)
- 1958 : Un Américain bien tranquille : Thomas Fowler (Michael Redgrave)
- 1958 : La Dernière Caravane : le colonel Normand (Douglas Kennedy)
- 1958 : Le Roi cruel (Erode il grande)
- 1960 : Procès de singe : le juge Mel Coffey (Harry Morgan)

## Distinctions
- Croix de guerre 1939-1945 avec palme.
- Chevalier de la Légion d'Honneur (décret du 25 février 1949)[3].